# تیم ملی بسکتبال گامبیا
تیم ملی بسکتبال گامبیا، نماینده گامبیا در مسابقات بین‌المللی بسکتبال است. این تیم زیر نظر فدراسیون بسکتبال گامبیا (GBA) اداره می‌شود.